# Sillian
Sillian är en ort och kommun i förbundslandet Tyrolen i Österrike. Kommunen har 2 029 invånare (2024), på en yta av 36,26 km². Kommunen gränsar till Italien i väster.
Kommunen består av tre orter (Ortschaften) (inom parentes invånarantal 1 januari 2024):
- Arnbach (292)
- Sillian (1 598)
- Sillianberg (139)